# Agropecuária do Rio Grande do Norte
A agricultura no estado do rio grande do norte é a que mais cresce em 2002, apoiada na expansão da fruticultura irrigada e principalmente na cana-de-açúcar produzida nesse mesmo ano em um total de 2.011.241 Mandioca, milho, coco e melão são outras culturas de destaque nesse crescimento. A base da agricultura é a cana-de-açúcar, cuja safra cresce 22% em 1999 em relação ao ano anterior.
A produção de caju, melão, melancia, acerola e manga é quase inteiramente destinada ao exterior, principalmente para a Europa. A fruticultura, beneficiada pelo processo de irrigação, não sofre com a estiagem.
As principais atividades do RN se concentram nas áreas de Agricultura: castanha-de-caju, coco-da-baía, arroz, mandioca (esses últimos em processo de expansão), cultivo de algodão, banana, cana-de-açúcar, feijão, milho, batata-doce, sisal, fumo, abacaxi e mamona; Pecuária: bovina, suínos, avicultura; Pesca/Extração vegetal: Carnaúba e Mineração: sal marinho, calcário, diatomito, estanho, caulim, gás natural, petróleo, tungstênio, feldspato e nióbio.
Das atividades de subsistência, a pecuária foi a que mais se desenvolveu, com a criação de gado em grandes fazendas destinadas ao abastecimento das outras cidades próximas. As fazendas de criação de gado deram origem aos distritos que hoje formam os 167 municípios do Estado do Rio Grande do Norte.
Ainda na região litorânea, a bovinocultura e a avicultura representam respectivamente 50% e 60% do rebanho e da produção de ovos do Estado.
Embora no período colonial o Rio Grande do Norte tenha sido um importante centro de criação de gado, hoje tem uma pecuária pouco expressiva, apresentando o menor rebanho do Nordeste.
Um dos estados nordestinos mais afetados pela seca, o Rio Grande do Norte inicia em 1999 a construção de duas novas adutoras abastecidas pelas bacias do rio Piranhas-Açu, parte de um projeto que prevê mais quatro até o final de 2000.
A atividade agropecuária caracteriza-se pelo baixo grau de mecanização, e ocupa cerca de 70% da área do estado. A partir dos anos 90, diminui a área plantada e a produção das principais [lavouras], como a do algodão, atingida por um tipo de praga,mesmo a agropecuaria no RN não ser tão renomeada nacionalmente ainda é bem mais importante para o seu estado do que em muitos estados como:São Paulo,Goiás e etc.